# ディヴァーチャ
ディヴァーチャ（Divača、 イタリア語：Divaccia）は、スロベニアの市である。世界遺産のシュコツィアン洞窟群がある。

## 出身者
- アロイジー・ヴァドナル　Alojzij Vadnal (1910-1987):数学者
- イダ・クラヴァニャ　Ida Kravanja (1907-1979):俳優

## ギャラリー

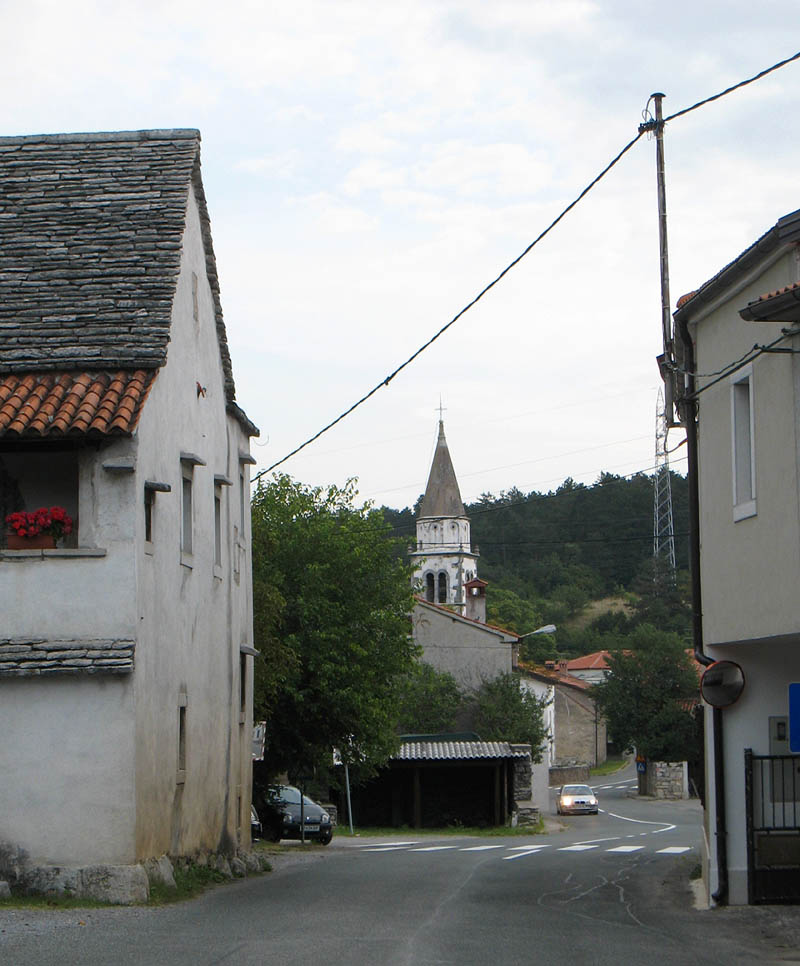
教会と街並み
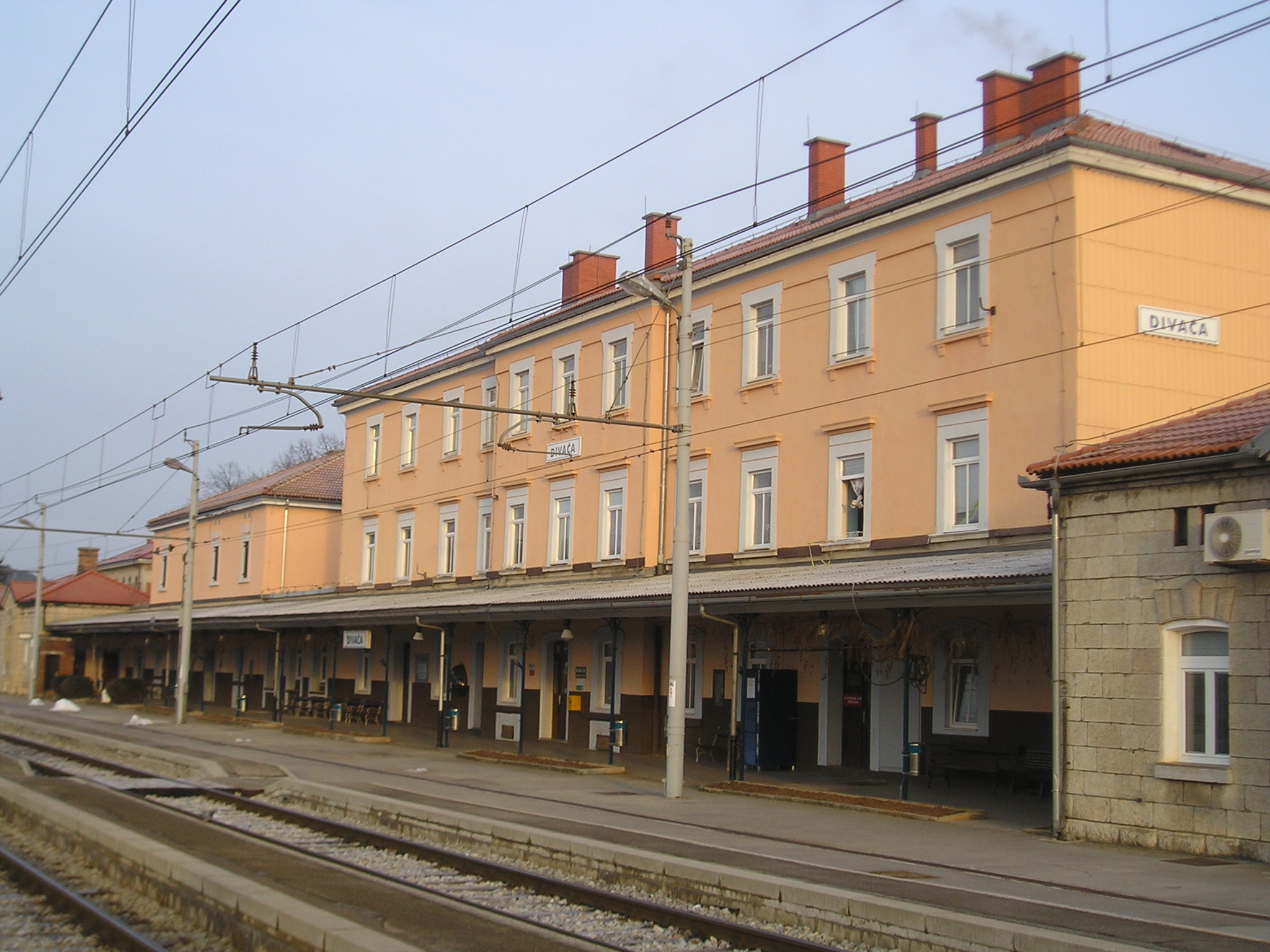
ディヴァーチャ駅